# محافظة هو زانغ
محافظة هو زانغ  ( بالفيتنامية : Hậu Giang ) هي إحدى محافظات فيتنام. وتقع في دلتا ميكونغ.